# Udeniomyces pyricola
Udeniomyces pyricola är en svampart som först beskrevs av Stadelmann, och fick sitt nu gällande namn av Nakase & Takem. 1992. Udeniomyces pyricola ingår i släktet Udeniomyces och familjen Cyfstofilobasidiaceae.   Inga underarter finns listade i Catalogue of Life.